# 동국CM
동국CM은 대한민국의 제조업이다.

## 역사
2023년에 동국제강의 냉연사업부문이 인적분할되어 신설되었으며, 동년 6월 16일에 유가증권시장에 상장되었다.